# Colombia tiene talento
Colombia tiene talento es un concurso de música colombiano producido por RCN Televisión en 2012. es la versión del programa británico Got Talent. Es presentado por Santiago Rodríguez y Eva Rey cuenta con la participación de Paola Turbay, Manolo Cardona y Alejandra Azcarate como jurado.

## Historia
La producción del programa comenzó a finales del año 2011 como una respuesta por parte de RCN Televisión al éxito del programa concurso Yo me llamo de Caracol Televisión.
Las convocatorias se realizaron en las principales ciudades de Colombia contando con muy poca aceptación por parte del público. Por tal razón, RCN Televisión anunció que el ganador del programa se llevaría el premio de 500 millones de pesos y lanzó unas convocatorias a través de Internet para quienes no pudieron presentar la audición presencial.
Más adelante se conoció que el nombre del presentador sería Santiago Rodríguez, y los jurados Alejandra Azcarate, Manolo Cardona y Paola Turbay. Debido a esto el Canal RCN reforzó de manera eficiente el programa, aportando la cuota internacional y nacional de los jurados, además de contar con la reconocida comediante Alejandra Azcárate, y dos actores conocidos a nivel mundial por sus participaciones en Hollywood, como son Manolo Cardona y Paola Turbay.

## Audiencia
La versión colombiana inició con un estreno de 41.4 puntos de audiencia en hogares y 21.4 puntos en personas. Sin embargo, con el tiempo, su recepción bajó.

## Jurado
- Paola Turbay: Actriz, Modelo y ex Reina de Colombia, llega a Colombia Tiene Talento para juzgar con su propio estilo.[7]
- Manolo Cardona: Actor colombiano  de cine y televisión.[8]
- Alejandra Azcarate: Nació en Bogotá, es modelo, presentadora y locutora. Inició como reportera en un medio local y desde allí no se separa de los medios de comunicación. Con un estilo muy particular, la comediante Alejandra Azcárate llega a Colombia Tiene Talento a juzgar las habilidades de todos los colombianos.[8]
- José Gaviria: Cantante y actor, llega reemplazando al jurado Manolo Cardona desde la segunda temporada.

## Presentadores
- Santiago Rodríguez (Galas Primera Temporada) (Pre-Show Segunda Temporada)
- Eva Rey  (Galas Segunda Temporada)

## Ganadores
- Paolo: primera temporada
- Byron: segunda temporada

## Episodios
| Temporada | Primera emisión      | Última emisión      |
| --------- | -------------------- | ------------------- |
| 1         | 6 de febrero de 2012 | 31 de mayo de 2012  |
| 2         | 13 de mayo de 2013   | 28 de julio de 2013 |

## Premios y nominaciones
| Año  | Texto de encabezado                                  | Texto de encabezado |
| ---- | ---------------------------------------------------- | ------------------- |
| 2013 | Premios TVyNovelas Mejor Concurso o Reality          | Ganador             |
| 2013 | Premios India Catalina 2013 Mejor Concurso o Reality | Nominado            |